# 外傷性鼓膜穿孔
外傷性鼓膜穿孔（がいしょうせいこまくせんこう、英: traumatic tympanic membrane perforations）は、外部からの圧力などによって鼓膜が損傷する外傷で、一般に「鼓膜が破れた」と言われる鼓膜破裂の状態である。外傷性穿孔性中耳炎などによる鼓膜の穿孔も含む。

## 概要
鼓膜は非常に薄く、容易に物理的な損傷を受ける。鼓膜損傷においては多くの場合、鼓膜の裂傷によって穿孔の状態になる。損傷に至らしめる外力には直達性と介達性とがある。
直達性では、異物が外耳道を通って鼓膜に達し損傷する。綿棒で外耳道を清拭するうちに誤って鼓膜を傷つけるなどの場合である。瞬間的な騒音と疼痛、外耳出血、また時として難聴を生じる。ほとんどの場合において鼓膜の破孔は不正な形状で、辺縁もめくれたり切れ切れになったりしているが、時間の経過とともに円形の穿孔に変容する。炎症が起こらなければ耳漏はないが、炎症を伴って耳漏が発生することも多い。外力によって鼓膜だけでなく耳小骨も傷つくことがある。耳小骨連鎖が断裂すると、難聴が顕著となる。アブミ耳底が破損したり蝸牛窓膜が傷ついたりすると内耳液が漏出して迷路炎の状態になり、伝音難聴に加えて感音難聴も起こる。
介達性は、平手で外耳を打ったり、爆発時の爆風などによって、鼓膜が破損する場合をいう。衝撃のために一過性の耳鳴りや多少の感音難聴を生じることもある。
自覚症状としては軽度の難聴、耳閉感、耳鳴りなどが現れる。重度の場合には適切な治療を行わないと難聴や耳鳴りなどの後遺症が残る場合もある。

### 治療
軽度であれば自然治癒を待つ。重度の場合には、鼓室形成術を行い外科的に孔を塞ぐ。
治療においては、まず抗生物質の投与で炎症が生じるのを防ぎ、耳内を極力清掃する。鼓膜穿孔が陳旧化した後、耳小骨の整復も併せて鼓室形成術を行うことが望ましい。外傷による汚染が少ない時には直ちに鼓室形成術を行い、鼓膜や耳小骨を修復することも可能である。